# 금강반야경의기
금강반야경의기(金剛般若經義記)는 충청북도 청주시 흥덕구 운천동 청주고인쇄박물관에 있는, 고려 의천이 개성 흥왕사에서 간행한 것을 조선 세조 때(15세기) 간경도감에서 번각한 불경이다. 2019년 3월 8일 충청북도의 유형문화재 제374호로 지정되었다.

## 개요
'금강반야경의기'는 고려 의천이 개성 흥왕사에서 간행한 것을 조선 세조 때(15세기) 간경도감에서 번각한 불경이다. 원간기 ‘壽昌四年(1098)’과 함께 판하본을 쓴 사람과 고려 때 의천을 도와 간행에 참여한 승려들을 기록하고 있다. 의천의 교장은 원간본은 극히 드물며, 간경도감의 번각본 또한 일부만 전하고 있다. 본 판본은 대체로 인쇄상태가 양호하며, 의천의 교장 연구와 간경도감의 불전간행 연구에 중요한 자료이다.

## 참고 문헌
- 금강반야경의기 - 국가유산청 국가유산포털